# Femme à la mer
Femme à la mer (en tahitien : Vahine no te miti) est une huile sur toile de Paul Gauguin peinte en 1892 et conservée au Musée national des Beaux-Arts à Buenos Aires. 

## Description
La toile représente une Tahitienne nue, vue de dos. Assise sur la plage, son regard et son oreille droite sont tournés vers l'océan. Les crêtes des vagues sont liées par leur forme et leur couleur à la coquille qui se trouve sur la plage et aux fleurs de tiaré qui font partie du motif du pareo sur le genou.

## Histoire de l'œuvre
Cette œuvre est mentionnée comme une « étude de dos nu » dans une liste de peintures réalisées lors du premier séjour à Tahiti que Gauguin nota vers avril 1892 sur son Carnet de Tahiti. 